# Agustín Lastagaray
Agustín María Lastagaray Toledano (Trelew, Chubut, Argentina, 8 de octubre de 1981) es un futbolista argentino que hasta 2009 jugaba en Huracán de Tres Arroyos en el Torneo Argentino B. Hizo inferiores en Rosario Central. Empezó su carrera profesional en el Quilmes Atlético Club. En el 2006, Lastagaray sería contratado por el Club Deportivo FAS (de El Salvador) por un pedido de su exentrenador Julio Asad que dirigía al equipo en ese momento.

## Clubes
| Club (Año)                            | País        |
| ------------------------------------- | ----------- |
| Quilmes Atlético Club (2004 - 2005)   | Argentina   |
| Club Villa del Parque (2005 - 2006)   | Argentina   |
| Club Deportivo FAS (2006 - 2007)      | El Salvador |
| El Linqueño (2007 - 2008)             | Argentina   |
| Huracán de Tres Arroyos (2008 - 2009) | Argentina   |